# Bitwa pod Zahalem
Bitwa pod Zahalem – bitwa pomiędzy oddziałem Kozaków zaporoskich i zbuntowanych włościan z jednej strony i polsko-litewską ekspedycją karną z drugiej strony, która miała miejsce podczas powstania Chmielnickiego, 17–18 czerwca 1649, w pobliżu wsi Zahale na Polesiu.
Siły kozackie liczyły około 3 tysięcy ludzi, którego trzon stanowił pułk kaniowski Kozaków zaporoskich, resztę zaś zbuntowani chłopi. Ich dowódcą był pułkownik kozacki Ilja Hołota. Polsko-litewska ekspedycja karna liczyła około 1200 żołnierzy i dowodzona była przez pisarza polnego Władysława Wołłowicza.
Kozacy przedostali się przy pomocy łodzi do Krasnosiela nad Prypecią, a następnie ruszyli lądem na północ. 17 czerwca zaatakowali słabsze siły polsko-litewskie, dowodzone pod nieobecność Wołłowicza przez Waleriana Falenckiego i Jana Donowaja. Te okopały się w obozie w Zahalu i kilkakrotnie odpierały kozackie ataki. Z pomocą Polakom i Litwinom niespodziewanie przybyły posiłki wysłane spod Rzeczycy przez innego dowódcę ekspedycji antykozackiej, strażnika litewskiego Hrehorego Mirskiego, liczące 150 dragonów i 200 piechoty niemieckiej. Dzięki uderzeniu odsieczy na tyły Kozaków, siły polsko-litewskie z obozu w Zahalu mogły wyjść w pole. W rezultacie Kozacy zostali całkowicie rozbici, ponosząc straty około 1600 ludzi. Zginął także sam dowódca kozacki, pułkownik Ilja Hołota. Po stronie polsko-litewskiej straty wyniosły 216 zabitych i rannych. Ranny został między innymi jeden z dowódców, Walerian Falencki.
Z innego źródła o wyniku bitwy zadecydował rotmistrz Samuel Smólski, który dysponując czterema chorągwiami kozackimi (rodzaj jazdy średniozbrojnej o mylącej nazwie) rozbił lewe skrzydło wojsk zaporoskich. W bitwie wyróżniły się także lekkozbrojne chorągwie tatarskie.
Inne bitwy Litwinów z Kozakami w czasie powstania Chmielnickiego
- bitwa pod Homlem (wrzesień 1653)
- bitwa pod Mozyrzem (wrzesień 1653)
- bitwa w okolicach Czarnobyla (sierpień 1653)